# Hódzsó család

A Hódzsó család jelképe (mon)

A Hódzsó család (japánul 北条氏) a Kamakura sógunátus alatt egy régens (japánul: sikken) család volt Japánban. Minamoto no Joritomo halála után, 1203-ban szerezték meg a tényleges hatalmat. Egy évszázadon át irányították Japánt, míg nem Go-Daigo császár és hadvezérei 1333-ban meg nem döntötték uralmukat. Ekkor a család 900 tagja követett el tömeges öngyilkosságot.

## Történet
A Taira–Minamoto-háborúban győztes Minamoto no Joritomo létrehozta Kamakurában a bakufut, amit a Hódzsók is támogattak, annak ellenére, hogy a vesztes Taira család rokonai voltak. Mikor Joritomo 1199-ben meghalt lovasbalesetben, fia, Minamoto no Joriie követte a sóguni poszton. Ő anyja, Maszako és nagyapja, Hódzsó Tokimasza befolyása alatt állt. Utóbbi előbb lemondatta, majd meggyilkoltatta Joriiét, és 12 éves öccsét, Szanetomót tette meg sógunnak, aki mellett régens lett. 14 évvel később Szanetomo is erőszakos halált halt. Ezután a Minamotókat sikerült kizárni az öröklésből, és Go-Toba császárt kérték fel, hogy jelöljön valakit, aki hatalma visszaállítására próbálta ezt felhasználni. A császár által kirobbantott 1221-es Dzsókjú-lázadást Hódzsó Jositoki leverte, és a császárt száműzte.
Fél évszázados béke következett ezután, egészen 1274-ig. Ekkor a mongolok indítottak hadjáratokat Japán elfoglalására, miután a Hódzsók elutasították Kubiláj kán behódolásra felszólító levelét. Bár mindkét inváziós flottát egy nagy vihar, a kamikaze pusztította el, a költségek majdnem csődbe vitték a Hódzsó kormányzatot. A legtöbb pénzt a védelemben részt vevők, és a győzelemért imádkozó szentélyek és templomok kifizetése emésztette fel. A kifizetések legnagyobb részét azonban a Hódzsó család tagjai kapták, akiket a védelem erősítése érdekében fontos pozíciókra neveztek ki, így a vezetők elvesztették az emberek bizalmát. A nincstelenné vált emberek egy része kalózkodni kezdett, ők lettek a későbbi vakók. Hódzsó Tokimune halála idejére a Hódzsók hatalma jelentősen meggyengült.
Go-Daigo császár 1318-ban lépett trónra, és terveket szőtt a Hódzsó régensek hatalmának megdöntésére. 1331-ben tört ki a császár vezette lázadás, amit a Hódzsók megpróbáltak legyőzni, Kuszunoki Maszasige azonban ügyes gerilla-hadviselés alkalmazásával késleltette őket. A Hódzsók Asikaga Takaudzsit küldték a császár legyőzésére, ő azonban átállt hozzá, és elfoglalta Kiotót. Kamakura 1333. július 5-én esett el Nitta Josiszada hadai előtt, véget vetve a Hódzsók régensi hatalmának. A Hódzsó család majdnem összes tagja, 900 ember követett el öngyilkosságot.

## Régensek
- Hódzsó Tokimasza (1138–1215)
- Hódzsó Jositoki (1163–1224)
- Hódzsó Jaszutoki (1183–1242)
- Hódzsó Cunetoki (1224–1246)
- Hódzsó Tokijori (1227–1263)
- Hódzsó Nagatoki (1229–1264)
- Hódzsó Maszamura (1205–1273)
- Hódzsó Tokimune (1251–1284)
- Hódzsó Szadatoki (1271–1311)
- Hódzsó Morotoki (1275–1311)
- Hódzsó Munenobu (1259–1312)
- Hódzsó Hirotoki (1279–1315)
- Hódzsó Mototoki (?–1333)
- Hódzsó Takatoki (1303–1333)
- Hódzsó Szadaaki (1278–1333)
- Hódzsó Moritoki (?–1333)

## Érdekességek

A Triforce ábrázolása a The Legend of Zelda játékban

A Mijamoto Sigeru alkotásában, az először 1986-ban megjelent, és azóta is töretlen népszerűségnek örvendő „The Legend of Zelda” című Nintendo videójáték-sorozatban, a kulcsfontosságú szent ereklye, a „Triforce” alakját eredetileg a Hódzsó család jelképéről, a micu-uroko  (japánul: 三つ鱗) szimbólumról mintázták. A játékban a három arany háromszög képében megjelenő Triforce, három erényt: az erőt, a bölcsességet, és a bátorságot szimbolizálja. Aki pedig birtokolja az ereklyét, az korlátlan hatalomra tesz szert. A Triforce megszerzése adja általában a játék alapkonfliktusát.